# Georges II D'Amboise
Georges II D'Amboise (Gasconha, 1488 - Paris, 25 de agosto de 1550) foi um cardeal do século XVII.

## Biografia
Nasceu em Gasconha em 1488. Um dos dezesseis filhos de Jean d'Amboise, signeur de Bussy, e Catherine de Saint-Belin. Sobrinho do Cardeal Georges I d'Amboise (1498). Ele também é parente dos cardeais François Guillaume de Castelnau de Clermont-Ludéve (1503); Luís II d'Amboise (1506) e Georges d'Armagnac (1544). Após a morte de sua esposa, Jean d'Amboise, pai do futuro cardeal, tornou-se bispo de Maillezais e de Langres .
Teve como preceptores Philippe Decium e Jean de Silva (não foram encontradas mais informações educacionais).
Cônego e arquidiácono do capítulo da catedral de Rouen; mais tarde, seu tesoureiro e arquidiácono. Abade comendador de Déols.
Eleito arcebispo de Rouen em 8 de agosto de 1511. Consagrado em 11 de dezembro de 1513, no castelo dos arcebispos de Rouen, Gaillon, Eure (nenhuma informação adicional encontrada). Recebeu o pálio em 9 de março de 1514. Esmoler do rei Luís XI da França. Primeiro-ministro do rei Luís XII da França.
Criado cardeal sacerdote no consistório de 16 de dezembro de 1545; o chapéu vermelho foi-lhe enviado, por motivo de doença, em 15 de março de 1546; recebeu o título de Santa Susana, em 7 de setembro de 1546. Participou do conclave de 1549-1550, que elegeu o Papa Júlio III. Optou pelo título de Ss. Marcellino e Pietro, 28 de fevereiro de 1550. Governador da Nêustria.
Morreu em Paris em 25 de agosto de 1550, castelo de Vigny , perto de Paris. Enterrado no túmulo de seu tio, atrás do coro da catedral metropolitana de Rouen.